# Ред и закон: УК (4. сезона)
Четврта сезона серије Ред и закон: УК је премијерно емитована од 14. јула до 18. августа 2013. године и броји 6 епизода.

## Снимање
У августу 2012. британска телевизијска мрежа ИТВ објавила је да ће се серија Ред и закон: УК вратити са четвртом сезоном од шест епизода и да ће снимање почети у новембру. Сезона је почела да се емитује 14. јула 2013. године, годину и по дана од емитовања треће сезоне.

## Глумачка постава
Најављено је да се чланице глумачке поставе Харијет Волтер и Фрима Еџимен неће вратити. Патерсон Џозеф и Џорџија Тејлор су се придружили глумачкој постави у овој сезони.

## Улоге
- Бредли Волш као ДН Рони Брукс
- Пол Николс као ДН Сем Кејси
- Патерсон Џозеф као ДИ Вес Лејтон
- Доминик Роуан као ВКТ Џејкоб Торн
- Џорџија Тејлор као НКТ Кејт Баркер
- Питер Дејвисон као ДКТ Хенри Шарп

## Епизоде
| Бр. еп. у серији | Бр. еп. у сезони | Наслов                 | Редитељ       | Сценариста          | Премијерно емитовање | Бр. гледалаца (у милионима) |
| --- | ---------------- | ---------------------- | ------------- | ------------------- | -------------------- | --------------------------- |
| 40 | 1                | "Шине (1. део)"        | Мет Кинг      | Емилија ди Гироламо | 14. јул 2013.        | 5.32                        |
| Кола остављена на пружном прелазу су изазвала катастрофалну железничку несрећу у којој је изгинуло петнаесторо људи, а возач кола није пронађен. ДН Сем Кејси се бори да се избори са тим пошто није успео да спасе дечака на месту несреће. Ово приморава ДН Ронија Брукса и недавно унапређеног Веса Лејтона, његовог старог колегу који мења ДИ Натали Чендлер, да га помно држе на оку. У почетку полиција сумња на власника кола, непријатног Мајкла Гениса, али сазнају да су кола украдена и да је прави возач Фин Тајлер намеравао да се убије изласком на шине, али се предомислио у последњем тренутку. Џејк Торн жели да га кривично гони за убиство, али Тајлерова заступница Кејт Баркер износи случај умањене одговорности због самоубилачке намере. На суђењу Кејт показује Тајлерсову рањивост и психичку болест суду и порота се слаже. Тајлер није проглашен кривим за убиство, али јесте кривим за убиство из нехата због умањене одговорности. У међувремену, Џејков шеф, директор КТС-а Хенри Шарп, доноси још једно изненађење главном тужиоцу у виду Кејт као његове нове млађе помоћнице. Али пре него што је Џејк стигао да протестује, Кејт се извинила да би проверила Тајлера. Међутим, Тајлер је у притвору пронађен мртав и сумња пада на његовог последњег познатог посетиоца ДН Сема Кејсија. |                  |                        |               |                     |                      |                             |
| 41 | 2                | "Подрхтавање (2. део)" | Мет Кинг      | Емилија ди Гироламо | 21. јул 2013.        | 4.91                        |
| Након претходне епизоде у којој је показано да је он последња особа која је очигледно видела Фина Тајлера живог, ДН Сем Кејси је удаљен са дужности до затварања истраге. Уверен у Семову невиност, Рони ради неке истраге на своју руку, а инспектор Вес Лејтон се бави истрагом. Откривање да је снимак Тајлеровог убиства у ћелији нестао га заузврат наводи да открије пакт који су склопиле ожалошћене родбине жртава из воза и прави убица. У међувремену, по први пут се приказује један дан у животу у Великој Британији. Џејк и Кејт се свађају око моралности кривичног гоњења психички болесног човека као што је Тајлер и заиста око већине ствари, али проглашавају примирје због поквареног апарата за кафу и после неколико пића Џејк се отвара новој сарадници о смрти своје мајке. Рони се састаје са својом отуђеном ћерком Емом. Током удаљавања са дужности, Сем проводи дан са својим сином Беном, на негодовање своје бивше жене. Све то даје нови увид у животе јунака ван дужности. |                  |                        |               |                     |                      |                             |
| 42 | 3                | "Очинство"             | Џил Робертсон | Николас Хикс-Бич    | 28. јул 2013.        | 4.90                        |
| Мајкл Трент је пронађен убијен у својој хотелској соби, а новац који је имао код себе је нестао. Не само да је имао посла са опасном браћом Копецки већ је рекао својој девојци Беки Брајсон да је полицајац на тајном задатку, а заправо је био продавац кола Гери Тали. Полиција сазнаје да је упркос свом скривеном богатству дуговао неколико хиљада фунти за издржавање деце Линдзи Донован, мајци свог сина Џоа који болује од леукемије и избегавао је испитивање на коштану срж. Сумња пада на Талијевог бившег таста и Линдзиног оца Филипа Донована који је скривао део украденог новца и оптужен је за убиство, али његова заступнтица Елинор Флинт се изјашњава на самоодбрану јер Филип тврди да је Тали потегао пиштољ на њега. Међутим, полицијско саслушање Филиповог сарадника указује да су и он и Линдзи планирали да убију жртву. Кејт саосећа са породичним стањем, али Џејк једноставно жели осуду. |                  |                        |               |                     |                      |                             |
| 43 | 4                | "Очинска љубав"        | Џил Робертсон | Ноел Фарагер        | 4. август 2013.      | 4.60                        |
| Кола трговкиње некретнинама Шарлот Ли ппронађена су на Алберт мосту, а два младића су ушла у њих и покушала да га покрену, али их је полиција похапсила јер прича о крађи кола не штима. Како су сумњали да су кола уопште тамо била паркирана, полиција позива Ронија и Сема који сумњају да је Шарлот сада мртва у реци Темзи. Након покретања истраге о несталим особама, тело је касније пронађено у близини места где су пронађена њена кола и идентификовано као Шарлот, а форензички патолог је искључио самоубиство. У почетку је њен бивши муж Ричард Мекграт био осумњичен пошто је полицији речено да је у спору око старатељства над својом и Шарлотином младом ћерком у пубертету Холи, али када је он помоћу покрића искључен, екипа истражује мало ближе кући јер су трагови Шарлотине крви пронађени у њеном дому, стану који је делила са Холи и својим новим дечком Шоном Хартом. Након саслушања њега и Холи, обоје тврде да их је ово друго сексуално узнемиравало. Шон има покриће и признаје да му је Холи рекла да је убила Шарлот у нападу љубоморе због њега. Она бива ухапшена и суди јој се за убиство рођене мајке, али Рони открива да је Шон такође био у вези са Холином школском другарицом што одбацује случај против оптужене.                                                              |                  |                        |               |                     |                      |                             |
| 44 | 5                | "Смртност"             | Џос Егну      | Николас Хикс-Бич    | 11. август 2013.     | 4.67                        |
| Након провале, слабашна, старија жена пронађена је мртва у свом стану. Рони и Сем у почетку сумњају да је провала пошла по злу, међутим, након дојаве жртвине унуке Кони пажња детектива се усмерава на неговатељицу Сесил која је нестала пошто је украла сат. Полиција проналази код Сесил сат и она је одмах ухапшена, али тврди да је сат био поклон и оптужује Кони да јој је дала отказ јер није послушала њена упутства и изгладњивала Џени. Она своју тврдњу поткрепљује писаним упутствима и детективи откривају да је Кони, вероватно на ивици стечаја, наследила Џенин стан и да је оптужена за убиство. Њен заступник Виџај Прасад тврди да је оптужба нејасна и да је Кони лако могла да угуши своју баку да је хтела. Онда Кони сведочи, наводећи да је њена бака била у великим боловима и да се убила због тога. Главни тужилац Џејк Торн је загризао у зубе када је пороти рекао да је Кони била једини род који је жртва имала и да ју је оставила да умре. Када је Кони испричала своју страну приче била је веома убедљива и изгледа да Џејк неће успети да обезбеди осуђујућу пресуду. |                  |                        |               |                     |                      |                             |
| 45 | 6                | "Зависност"            | Џос Егну      | Џејн Хадсон         | 18. август 2013.     | 4.56                        |
| Хомосексуалац Ричард Питерс пронађен је претучен на смрт испред свог стана, а беба Лео коју је усвојио са својим дечком Гаретом Вилксом је нестала. Рони и Сем покушавају да пронађу особу која је убила Ричарда и одвела његовог усвојеног сина. Леова мајка и бивша зависница Рут Пендл виђена је на камерама како напушта место убиства са човеком за кога је доказано да је Нил Џенкинс, бебин рођени отац. Џенкинс признаје да је гурао Ричарда иако он и Рут поричу убиство и полиција их заједно оптужује. Имају одвојене заступника и свако ово друго оптужује, али Кејт верује да Рут не би требало да буде кривично гоњена и упада у невоље са Џејком због дослуха са Рутином заступницом Лидијом Смитсон јер јој је пружила податке које ће јој помоћи. Рони открива да је Кејтина пристрасност последица стања њене нестале сестре Бет јер је слично стање имала и Рут. На крају је Кејт допустила да јој глава управља срцем у препознавање правог убице након чега Рони има добре вести за њу у вези са њеном сестром. |                  |                        |               |                     |                      |                             |